# Tabanus mediatrimaculatus
Tabanus mediatrimaculatus är en tvåvingeart som beskrevs av Schuurmans Stekhoven 1932. Tabanus mediatrimaculatus ingår i släktet Tabanus och familjen bromsar. Inga underarter finns listade i Catalogue of Life.